# Michael Berry (Physiker)

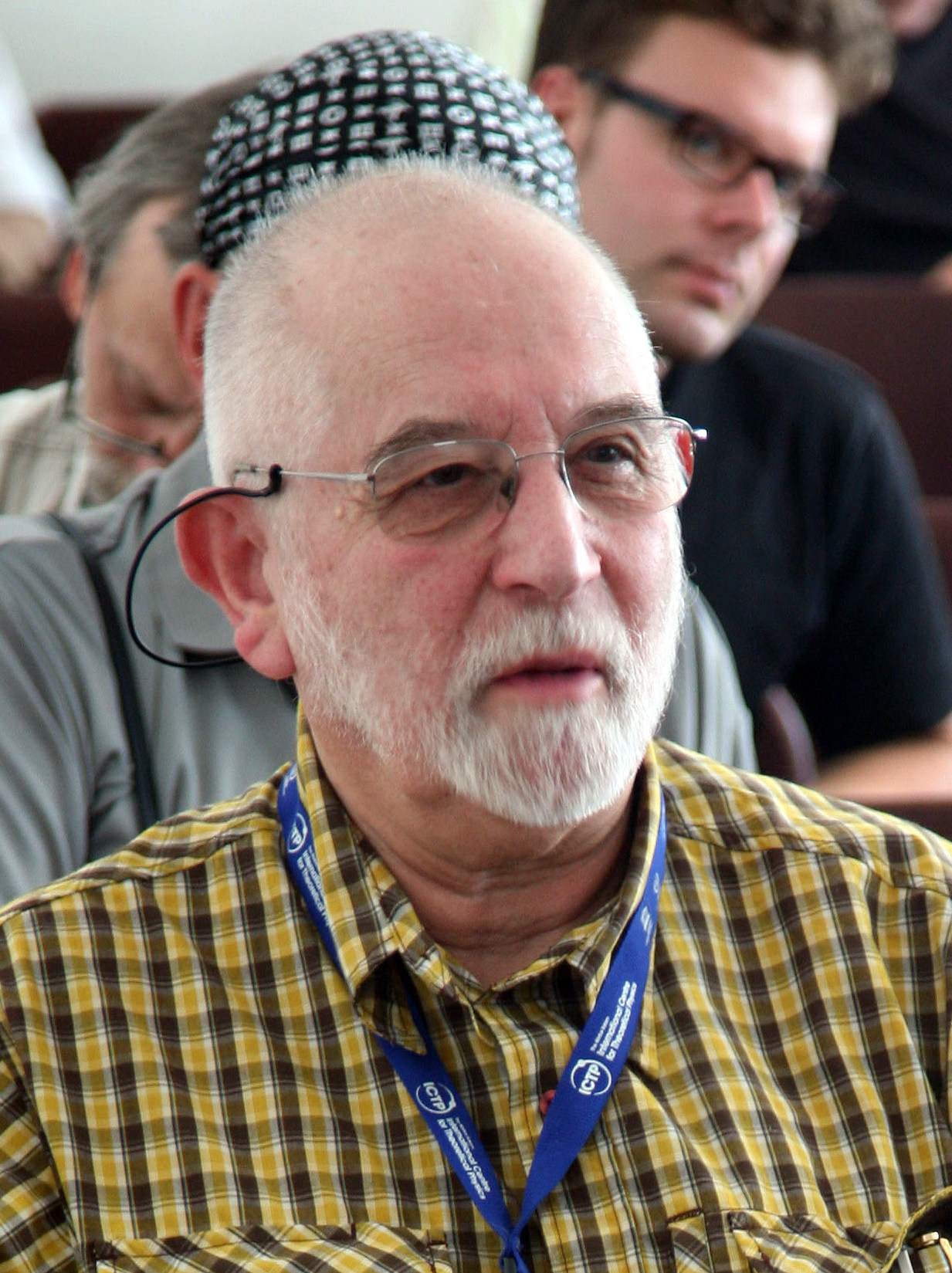
Michael Berry im September 2014

Sir Michael Victor Berry (* 14. März 1941 in Surrey) ist ein britischer mathematischer Physiker an der University of Bristol.

## Leben und Wirken
Berry studierte zwischen 1959 und 1962 Physik an der University of Exeter und später an der University of St Andrews. Ab 1965 verbrachte Berry seine Karriere an der University of Bristol, wo er seit 1979 Professor war. Seit 1988 betätigte er sich dort als Royal Society Research Professor.
Unter anderem ist Berry bekannt für die geometrische Phase (häufig auch Berry-Phase genannt). Dieses Phänomen wurde von Berry 1983 im Rahmen der Quantenmechanik behandelt, es gab aber schon verschiedene Vorläufer, zum Beispiel beschrieb und beobachtete S. Pancharatnam den Effekt 1956 im Rahmen der klassischen Optik. Es handelt sich um einen von der Geometrie des Phasenraums abhängigen, durch Interferenzexperimente beobachtbaren Phasenfaktor, der auftritt, wenn für das System relevante Parameter auf einem geschlossenen Wege sehr langsam (genauer: adiabatisch) geändert werden. Auch der Aharonov-Bohm-Effekt lässt sich als Berry-Phase interpretieren.
Eines von Berrys Spezialgebieten ist die semiklassische Physik (das heißt Übergänge zur klassischen Physik von der Quantenmechanik bei hohen Quantenzahlen), angewandt auf Wellenphänomene in der Quantenmechanik, Quantenchaos und anderen Bereichen wie der Optik. Im Zusammenhang von Analogien mit Quantenchaos untersuchte er auch die Riemannsche ζ-Funktion.
Zu seinen Doktoranden zählt Jonathan Keating.

## Ehrungen und Auszeichnungen
1990 wurden ihm die Royal Medal der Royal Society und der Julius-Edgar-Lilienfeld-Prize der American Physical Society verliehen. Ebenfalls 1990 erhielt er die Dirac-Medaille (IOP) und 1995 die Dirac-Medaille (ICTP). Seit 1995 ist Berry Mitglied der National Academy of Sciences, 1996 wurde er zum Knight Bachelor geschlagen. 2005 wurde ihm der Pólya-Preis verliehen. 2014 wurde ihm die Lorentz-Medaille der Königlich-Niederländischen Akademie der Wissenschaften zuerkannt. 2018 war er Morris Loeb Lecturer. 2021 wurde Berry in die American Philosophical Society gewählt.
Im Oktober 2000 wurde Berry für die Verwendung eines Magneten, um einen Frosch zum Schweben zu bringen, gemeinsam mit Andre Geim von der Radboud-Universität Nijmegen der Ig-Nobelpreis in der Kategorie Physik verliehen.
Ehrendoktorwürden
- Ehrendoktorwürde (DSc) der University of Exeter, verliehen im Jahr 1991[4]
- Ehrenprofessur der Wuhan-Universität, verliehen im Jahr 1994
- Ehrendoktorwürde des Trinity College Dublin, verliehen im Jahr 1996
- Ehrendoktorwürde der The Open University, verliehen im Jahr 1997
- Ehrendoktorwürde der University of St Andrews, verliehen im Jahr 1998
- Ehrendoktorwürde der University of Warwick, verliehen im Jahr 1998
- Ehrendoktorwürde (Dr. rer. nat. h.c.) der Universität Ulm, verliehen im Jahr 2001[5]
- Ehrendoktorwürde des Weizmann-Instituts für Wissenschaften (Rechovot), verliehen im Jahr 2003
- Ehrendoktorwürde des Technion (Haifa) verliehen im Jahr 2006
- Ehrendoktorwürde der University of Glasgow, verliehen im Jahr 2007
- Ehrendoktorwürde der Universitäten Metz und Nancy, verliehen im Jahr 2009
- Ehrendoktorwürde der Russisch-Armenischen Universität (Jerewan), verliehen im Jahr 2012
- Ehrendoktorwürde der University of Hyderabad, verliehen im Jahr 2013